# 安赫利尼奥
何塞·安赫尔·埃斯莫里斯·塔森德（西班牙語：José Ángel Esmorís Tasende，西班牙語發音：[xoˈse ˈaŋxel ezmoˈɾis taˈsende]；1997年1月4日—），简称安赫利尼奥（西班牙語：Angeliño，[aŋxeˈliɲo]），是一名西班牙足球运动员，场上司职左后卫及左前卫，目前效力于意甲球队羅馬。

## 俱乐部生涯

### 早期生涯
安赫利尼奥于1997年1月4日出生在西班牙加利西亚自治区的小镇科里斯坦科。2007年，10岁的他加入了拉科鲁尼亚青训，此前他曾在加利西亚卡尔瓦略的“路易斯·卡尔沃·桑兹足球学校”效力。安赫利尼奥在拉科鲁尼亚度过了6年时光，后来转投了欧陆豪门曼彻斯特城。

### 曼城
2012年7月8日，安赫利尼奥与英超球队曼城签约4年，将会在2013年1月正式生效。在加入球队后，他被指派前往曼城U-18效力，也逐渐开始为其预备队登场比赛。
2016年1月30日，在曼城客场4-0完胜阿斯顿维拉的足总杯比赛中，安赫利尼奥在第81分钟时替补登场，换下了盖尔·克利希，完成了曼城一线队首秀。在整个2016–17赛季中，他一共为一线队出场2次。8月24日，他还完成了自己的欧冠首秀，在曼城1-0击败布加勒斯特星的比赛中替补登场。他的下一次出场发生在9月21日，在曼城2-1击败斯旺西城的联赛杯比赛中首发登场，但并没有打满全场。

#### 2015–2018 – 外租生涯：租借加盟美国及其他欧洲球队
2015年，安赫利尼奥租借加盟另一支城市集团的所属球队纽约城，租期一个赛季。2015年7月12日，在纽约城4-4战平多伦多的比赛中，安赫利尼奥在第46分钟时替补登场，换下了沃特松-西里博埃，完成了职业比赛首秀。他打满了下半场的45分钟，并发挥不错。2015年7月16日，安赫利尼奥首次接受俱乐部的采访。2015年7月18日，在纽约城0-1输给新英格兰革命的比赛中，安赫利尼奥首次为球队首发，并打满全场比赛。
2016年12月27日，城市集团官方宣布，安赫利尼奥将会被租借至西乙球队赫罗纳，租期从2017年1月1日开始，直到赛季结束。1月31日，由于安赫利尼奥没能在赫罗纳获得过出场机会，曼城宣布他将租借加盟另一支西乙球队马略卡。2月5日，在球队1-2输给皇家奥维耶多的比赛中，安赫利尼奥于第75分钟时替补登场，完成了马略卡首秀。
2017年7月4日，安赫利尼奥租借加盟荷甲球队布雷达，租期一个赛季。在他的赛季中，安赫利尼奥总共赢得了4次荷甲月度最佳新秀，同时也为球队打进了3粒进球，并送出了7次助攻。

### PSV埃因霍温
在布雷达度过了一个完美的首秀赛季后，2018年6月15日，安赫利尼奥转会加盟另一支荷甲球队埃因霍温，与新东家签约5年。在为球队出战的34场联赛中，安赫利尼奥赢得了189次对抗，创造了68次机会，位居联赛前列。赛季结束后，他也入选了荷甲赛季最佳阵容中，同时还被评为赛季最佳新秀。

### 回归曼城
2019年7月3日，曼城激活了安赫利尼奥合同中的回购条款，他将回到这家英格兰豪门。9月21日，在曼城主场8-0血洗沃特福德的比赛中，安赫利尼奥在下半场开始时换下了本杰明·门迪，完成了2019–20赛季首秀。

#### 2019–2021 – 租借加盟RB萊比錫
2020年1月31日，安赫利尼奥租借加盟德甲球队RB萊比錫，租期至赛季结束；此前他已经为曼城出场了12次。在剩下的半个赛季中，他又为莱比锡完成了13次联赛出场，打入1球，送出3记助攻。8月13日，在莱比锡2-1击败马德里竞技的欧冠1/4决赛中，安赫利尼奥助攻队友打进了制胜一球，帮助俱乐部建队以来首次闯入欧冠半决赛。
2020年9月8日，曼城官方宣布，RB萊比錫将续租安赫利尼奥一个赛季，他将在2020–21赛季中代表“红牛”征战。2020年10月20日，在莱比锡2-0战胜伊斯坦布尔的欧冠比赛中，安赫利尼奥梅开二度，帮助球队全取三分。12月8日，在莱比锡3-2战胜曼联的最后一轮欧冠小组赛中，安赫利尼奥打进了球队在比赛中的第一粒进球，亲手将他的老东家曼城的同城死敌（曼联）淘汰出局。

### RB萊比錫
2021年2月12日，RB莱比锡决定正式买断安赫利尼奥，他将与这家德甲俱乐部签约4年，转会费未公开。于2022年8月8日，TSG霍芬海姆宣布以一个赛季的租借合同签下安赫利尼奥。
于2023年7月12日，加拉塔萨雷宣布正在与RB莱比锡就安赫利尼奥的转会进行谈判。第二天，他正式加盟了这家土耳其俱乐部，以一个赛季的租借合同形式加入。此外，双方同意如果在租借期结束后他签订永久合同，转会费将为6,000,000欧元。于2024年1月30日，安赫利尼奥以租借形式加盟了意甲俱乐部罗马，并附有买断选项。

### 罗马
于2024年5月30日，安赫利尼奥的租借合同被罗马以5,000,000欧元的价格买断，转会正式生效。

## 个人生活
安赫利尼奥的弟弟Dani Tasende也是一名足球运动员，司职左后卫。他曾效力于曼城的青年队，目前效力于西班牙的比利亚雷亚尔B队。

## 生涯数据

### 俱乐部
最後更新：2021年5月8日
| 俱乐部           | 赛季     | 联赛     | 联赛 | 联赛 | 本土杯赛 | 本土杯赛 | 联赛杯 | 联赛杯 | 欧战 | 欧战 | 其他 | 其他 | 合计 | 合计 |
| 俱乐部           | 赛季     | 联赛级别 | 出场 | 进球 | 出场     | 进球     | 出场   | 进球   | 出场 | 进球 | 出场 | 进球 | 出场 | 进球 |
| ---------------- | -------- | -------- | ---- | ---- | -------- | -------- | ------ | ------ | ---- | ---- | ---- | ---- | ---- | ---- |
| 曼城             | 2014–15  | 英超     | 0    | 0    | 0        | 0        | 0      | 0      | 0    | 0    | 0    | 0    | 0    | 0    |
| 曼城             | 2015–16  | 英超     | 0    | 0    | 1        | 0        | 0      | 0      | 0    | 0    | —    | —    | 1    | 0    |
| 曼城             | 2016–17  | 英超     | 0    | 0    | 0        | 0        | 1      | 0      | 1    | 0    | —    | —    | 2    | 0    |
| 曼城             | 合计     | 合计     | 0    | 0    | 1        | 0        | 1      | 0      | 1    | 0    | 0    | 0    | 3    | 0    |
| 纽约城（外租）   | 2015     | 美职联   | 14   | 0    | 0        | 0        | 0      | 0      | —    | —    | —    | —    | 14   | 0    |
| 赫罗纳（外租）   | 2016–17  | 西乙     | 0    | 0    | 0        | 0        | —      | —      | —    | —    | —    | —    | 0    | 0    |
| 马略卡（外租）   | 2016–17  | 西乙     | 17   | 0    | 0        | 0        | —      | —      | —    | —    | —    | —    | 17   | 0    |
| 布雷达（外租）   | 2017–18  | 荷甲     | 34   | 3    | 1        | 0        | —      | —      | —    | —    | —    | —    | 35   | 3    |
| 埃因霍温         | 2018–19  | 荷甲     | 34   | 1    | 0        | 0        | —      | —      | 8    | 0    | 1    | 0    | 43   | 1    |
| 曼城             | 2019–20  | 英超     | 6    | 0    | 2        | 0        | 3      | 0      | 1    | 0    | 0    | 0    | 12   | 0    |
| RB萊比錫（外租） | 2019–20  | 德甲     | 13   | 1    | 1        | 0        | —      | —      | 4    | 0    | —    | —    | 18   | 1    |
| RB萊比錫         | 2020–21  | 德甲     | 25   | 4    | 4        | 1        | —      | —      | 7    | 3    | —    | —    | 36   | 8    |
| RB萊比錫         | 合计     | 合计     | 38   | 5    | 5        | 1        | —      | —      | 11   | 3    | —    | —    | 54   | 9    |
| 生涯合计         | 生涯合计 | 生涯合计 | 143  | 9    | 9        | 1        | 4      | 0      | 21   | 3    | 1    | 0    | 178  | 13   |

1. 1 2 3 4 5  在欧冠中的出场
2. ↑  在克鲁伊夫盾中的出场

## 荣誉

### 俱乐部
曼城
- 社区盾冠军：2019[41]

### 个人
- 曼城青训（英语：Manchester City F.C. Reserves and Academy）年度最佳球员：2014–15[42]
- 荷甲月度最佳新秀：2017年9月（英语：2017–18 Eredivisie）、[43]2017年12月、[44]2018年2月、[45]2018年4月、[46]2018年9月（英语：2018–19 Eredivisie）[47]
- 荷甲年度最佳新秀：2018–19（英语：2018–19 Eredivisie）[47]
- 荷甲赛季最佳阵容：2017–18（英语：2017–18 Eredivisie）、[48]2018–19（英语：2018–19 Eredivisie）[47]
- 欧冠赛季最佳阵容：2019–20[49]
- 德甲赛季最佳阵容：2020–21[50]